# Воронов, Сергей Абрамович
Серге́й (Самуи́л) Абра́мович Во́ронов (фр. Samuel (Serge) Voronoff — Серж Воронов; 10 июля 1866, Шехмань, Тамбовская губерния, Российская империя — 3 сентября 1951, Лозанна, Швейцария) — французский хирург российского происхождения. Один из пионеров ксенотрансплантации. Широкую известность приобрёл его метод прививания ткани яичек обезьян к человеческим яичкам с целью задержки процесса старения и для омоложения.

## Ранняя биография
Самуил Абрамович Воронов родился в селе Шехмань Тамбовской губернии (ныне Петровский район Тамбовской области), в семье николаевского солдата, винокура Абрама Вениаминовича Воронова (1831—1927) и Рахили-Эстер Липской (?—1912), уроженцев Могилёвской губернии. Датой его рождения принято считать 10 июля 1866 года — день его обрезания в синагоге. В семье было семеро детей. У него были братья Александр (1881, Шехмань — 1944, Освенцим), Жорж (1873, Воронеж — 1943, Освенцим), Яков (Жак, ?—1959), Илья (1860, Воронеж — 1942, на поселении в Джамбуле), Бенцион (?—1936) и сестра Анна (в замужестве Ашман, 1875—1957). Александр и Жорж были депортированы в Освенцим и погибли. Отец, выпускник Воронежского технического училища, работал на Юго-Восточной железной дороге, потом был занят в винокуренном производстве в Шехмани, Воронеже и Липецке; как бывшему кантонисту ему было разрешено проживать вне черты оседлости.
В 18 лет, по окончании Воронежского реального училища, эмигрировал во Францию, где изучал медицину в Университете Франции. В 1889 году принят ассистентом в лабораторию Шарля Броун-Секара. 7 декабря 1893 года защитил диплом доктора медицины, а 30 ноября 1895 года в возрасте 29 лет получил французское гражданство. Был учеником французского биолога, хирурга, евгениста Алексиса Карреля — лауреата Нобелевской премии по физиологии и медицине. В декабре 1895 года Воронов получил заверенное разрешение на брак от родителей из России и 11 января 1896 года в Париже женился на Маргарите Барбе. Свидетелями на свадьбе были два сотрудника жениха — профессора медицинской школы (фр.) Парижского университета Жорж Морис Дебове (фр., 1845—1920) и Морис Летюль (фр., 1853—1929).
С 1896 по 1910 годы работал в Египте, где изучал последствия кастрации у евнухов, что положило начало его работе по омоложению. В этот период был ещё известен как Самюэль Воронов и под этим именем опубликовал ряд научных трудов и учебников по оперативной хирургии и гинекологии (имя Серж появилось уже после его возвращения из Каира).
По возвращении во Францию был назначен заведующим лабораторией экспериментальной хирургии и физиологии в Коллеж де Франс.

## Работа по трансплантации «желёз обезьяны»
В конце XIX века труды по ксенотрансплантации включали в себя книгу Шарля Броун-Секара. В 1889 году Воронов ввёл себе под кожу экстракт перемолотых яичек собаки и морской свинки. Эти эксперименты не оправдали его надежд по повышению гормонального уровня для задержки процесса старения.
Остальные эксперименты Воронова были продолжением этого опыта. Он считал, что пересадка желёз произведёт более длительный эффект, чем простые инъекции. Ранние опыты Воронова в этой области состояли из пересадок щитовидной железы шимпанзе людям с болезнями щитовидной железы. Он продолжил пересадки яичек казнённых преступников миллионерам и, когда спрос превысил его возможности по поставке, начал использовать ткань яичек обезьян.
С 1917 по 1926 год Воронов провёл более пятисот пересадок на овцах, козах и быках, прививая яички молодых животных к более старым. Воронов заметил, что в результате пересадок старые животные обретали прыть и игривость молодых особей. Он также считал, что трансплантация желёз обезьяны может быть использована для лечения деменции.

Во французской медицинской академии наш соотечественник, доктор Сергей Воронов, сделал сенсационное сообщение об операции, произведенной им в его клинике над 14-летним мальчиком-идиотом. С шестилетнего возраста умственное развитие этого мальчика остановилось, причем явно обозначались все признаки ненормальности и кретинизма: потухший взгляд, тупость и непонимание самых обыкновенных вещей. Воронов сделал этому мальчику прививку зобной железы обезьяны. Успех превзошел ожидания. У мальчика ожил взгляд, появились умственные способности, понятливость, любознательность. Доктор Воронов — бывший сотрудник Карреля.
— Из иллюстрированного журнала «Искры» от 29 июня 1914 года
Первую официальную пересадку «желёз обезьяны» человеку он провёл 12 июня 1920 года.
Тонкие срезы (шириной в несколько миллиметров) яичек от шимпанзе и бабуинов были пересажены в мошонку пациента; тонкость образцов ткани позволила ей срастись с человеческой тканью. В 1923 году 700 известнейших хирургов со всего мира аплодировали успехам Воронова по «омоложению» во время международного хирургического конгресса в Лондоне.
В своей книге «Омоложение прививанием» (1925) Воронов описывает то, что он считает потенциальными эффектами его операций. Это «не возбудитель», однако он соглашается, что сексуальный аппетит может подняться. Другие возможные результаты включают в себя улучшение памяти, возможность работать долгое время без отдыха, отпадение потребности в очках (из-за укрепления глазных мышц) и продление срока жизни. Воронов также предполагает, что прививочная операция может помочь пациентам с «dementia praecox» (современное название — шизофрения).
Метод Воронова был модным в 1920-х годах.
Поэт Эдвард Эстлин Каммингс воспевал «знаменитого доктора, который „вставляет обезьяньи железы в миллионеров“», чикагский хирург Макс Торек вспоминал, что «роскошные банкеты и вечеринки, как и остальные более простые собрания медицинской элиты, были наполнены шёпотом — „железы обезьяны“». Песня «Monkey-Doodle-Doo», написанная Ирвингом Берлином для фильма братьев Маркс «Кокосовые орехи», содержит строки: «Если ты стар для танцев — поставь себе железу обезьяны». В рассказе Артура Конана Дойла «Человек на четвереньках» сюжет строится вокруг профессора, который сделал себе укол вытяжки из желез обезьяны.
К началу 1930-х годов только во Франции более 500 мужчин прошли лечение по его методу омоложения. Ещё тысячи прошли лечение за пределами этой страны, например, в его специальной клинике в Алжире.
В числе известных людей, прошедших пересадку — Гарольд МакКормик, председатель компании «International Harvester Company», и стареющий премьер-министр Турции. Чтобы покрыть постоянно растущий спрос на материал для операций, Воронов открыл собственный обезьяний питомник на Французской Ривьере под руководством бывшего циркового дрессировщика. Известная американская оперная певица французского происхождения Лили Понс была частым посетителем питомника. Разбогатевший Воронов снимал целый первый этаж одного из самых дорогих парижских отелей и окружил себя свитой из шофёров, слуг, личных секретарей и двух куртизанок. В 1936 году Сергей Воронов в качестве эксперимента осуществил имплантацию тестикулярной ткани своему брату Жоржу (1873—1943), врачу-гинекологу и ботанику, автору монографии «De la péritonite à foyers multiples dans l’appendicite» (1900).
Журналистка Татьяна Батенева на страницах газеты «Известия» высказала предположение, что именно Воронов, возможно, послужил прототипом персонажа повести Михаила Булгакова «Собачье сердце» (1925) — профессора Преображенского, профессионально практикующего «омоложение», пересаживая обезьяньи яичники богатым клиентам.
Дальнейшая работа Воронова включала в себя пересадку обезьяньего яичника женщинам. Первая такая операция была произведена в 1924 году, и ассистентами Воронова были его брат Жорж и доктор Дартиг (оба — гинекологи). Он также проводил обратные опыты по пересадке человеческого яичника обезьяне и искусственного осеменения обезьяны человеческой спермой. Эти эксперименты запечатлены в романе Фелисиен Шанзур «Нора, обезьяна, ставшая женщиной» (фр. Nora, la guenon devenue femme).

## Опала
Воронов прекратил свои эксперименты под давлением скептицизма научного общества и перемены настроения публики. Вскоре стало известно, что его операции не достигли обещаемых результатов.
В книге «Афера обезьяньих желёз» Дэвид Хэмильтон, опытный трансплантационный хирург, доказывает, что ткань животных будет отторгнута человеческим организмом. В лучшем случае эта операция оставит шрам, глядя на который, пациент может верить, что прививание сработало. Из этого следует, что пациенты, которые прошли операцию и хвалили Воронова, улучшили своё состояние в результате эффекта плацебо.
Работа Воронова была частично основана на том, что яички являются такими же железами, как и щитовидная железа или надпочечники. Воронов верил, что в будущем учёные откроют вещество, производимое яичками, что в результате сделает процесс прививки ненужным. Вскоре стало известно, что вещество, производимое яичками, является тестостероном. Воронов ожидал, что это новое открытие подтвердит его теории — тестостерон будет введён животным и они станут моложе, сильнее и активнее. Подобные опыты произошли, и его теории были признаны ошибочными. Кроме развития второстепенных сексуальных характеристик, тестостерон ничего более не сделал и не продлил срок жизни, как надеялся Воронов. В 1940-х годах светило британской хирургии доктор Кеннет Уокер заклеймил метод Воронова: «не лучше, чем методы ведьм и колдунов».

## Смерть и похороны
Умер 3 сентября 1951 года в Лозанне, Швейцария, от осложнения в результате падения. Лёгкие Воронова перестали работать при прохождении курса лечения перелома ноги в результате пневмонии или от сгустка крови, который поднялся из его ноги.
Так как Воронов потерял репутацию авторитетного учёного, некрологи появились лишь в нескольких газетах, но они имели насмешливый тон. Газета Нью-Йорк таймс, когда-то бывшая его сторонником, исказила правописание его фамилии и также заявила, что «очень немногие принимали его высказывания всерьёз».
Похоронен в русской секции кладбища Кокад в Ницце.

## Наследие и репутация
В начале 1920-х годов странные пепельницы в виде обезьяны, закрывающей свои половые органы, с надписью по-французски «Нет, Воронов, ты меня не возьмёшь!» стали появляться в парижских домах. Новый алкогольный коктейль из джина, апельсинового сока, граната и абсента был назван «Железа обезьяны» после опытов Воронова в 1920-х и 1930-х годах.
В 1990-х годах плохая репутация Воронова была смягчена. В ноябре 1991 года один из самых старых журналов в мире, Ланцет (англ. The Lancet), в рубрике «Дискуссионные статьи» вспомнил о работах Воронова и высказал мысль, что, «Возможно, стоит профинансировать дальнейшее изучение обезьяних желёз». В 1994 году в газете The Times появилась восторженная статья с предложением учёным принести извинения от медицинского сообщества за отрицание достижений Воронова. В газетах вспомнили о Воронове в 1998 году в связи со сногсшибательной популярностью Виагры.
В 1999 году сотрудник Мельбурнского университета Р. Шорт высказал предположение, что вирус СПИДа, открытый в 1980-х годах, был внесён в человеческое население экспериментами Воронова по пересадке обезьяньих органов людям. Последующий обзор литературы по ксенотрансплантации нашёл это утверждение несостоятельным.
К 2003 году исследования Воронова 1920-х годов были произведены газетами в статус легендарных фактов. В 2005 году опыты Воронова были отмечены как основа для современной медицинской стратегии по борьбе со старостью. Эта стратегия основана на замене гормонов, производство которых организмом снижается со старостью, для достижения крепости организма и физических характеристик, имеющихся у молодых людей.

## Семья
Воронов женился первый раз в 1897 году на Маргарите Барбе, дочери занятого в производстве динамита промышленника Поля Барбе (фр.). Их брак завершился разводом в 1912 году.
Его второй женой стала Эвелин Бостуик из Нью-Йорка (умерла 3 марта 1921 года в возрасте 48 лет), дочь сооснователя нефтяной компании Standard Oil Дж. А. Боствика (англ.); они заключили брак в 1919 году, когда она работала ассистентом в лаборатории Воронова. С 1917 года Бостуик финансировала эксперименты Воронова по трансплантации, и после смерти Эвелин Воронов получил большое наследство.
Третья жена Воронова, Гертруда Шварц, на которой он женился в 70 лет и которая приходилась двоюродной сестрой Магде Лупеску (англ., жене Кароля II), была на 49 лет моложе его. После его смерти она стала графиней де Фоз.
Двое из его братьев, Жорж и Александр, стали хирургами и, как и С. А. Воронов, некоторое время жили в Каире; оба в силу еврейского происхождения были арестованы во время немецкой оккупации Парижа и депортированы через Дранси в Освенцим, где погибли. Из оставшихся в России членов семьи — брат Бенцион жил в Андижане, другой брат Илья в Ташкенте (арестован и выслан в Джамбул в 1939 году), сестра Анна Ашман жила в Харькове.

## Публикации
- Voronoff, Samuel. (1893) Essai sur les trèves morbides. Paris: A. Maloine.
- Voronoff, Samuel (переводчик). (1895) S. Bernheim et É. Laurent. Hystérie. Paris: A. Maloine.
- Voronoff, Samuel. (1896) Études de gynécologie et de chirurgie générale. Paris: A. Maloine.
- Voronoff, Samuel. (1899) Manuel pratique d’opérations gynécologiques. Paris: O. Doin.
- Voronoff, Samuel. (1910) Feuillets de chirurgie et de gynécologie. Paris: O. Doin et fils.
- Voronoff, S., & Bostwick, E. (1919). Organotherapy in wounds. The Journal of Nervous and Mental Disease, 49(3), 240—241.
- Voronoff, Serge. (1920) Life: A Study of the Means of Restoring. Publisher: E. P. Dutton & company, New York. ASIN B000MX31EC
- Voronoff, Serge. (1923) Greffes Testiculaires. Publisher: Librairie Octave Doin. ASIN B000JOOIA0
- Voronoff, Serge. (1924) Quarante-Trois Greffes Du Singe a L’homme. Publisher: Doin Octave. ASIN B000HZVQUQ
- Voronoff, Serge. (1925) Rejuvenation by grafting. Publisher: Adelphi. Translation edited by Fred. F. Imianitoff. ASIN B000OSQH5K
- Voronoff, Serge. (1926) Etude sur la Vieillesse et la Rajeunissement par la Greffe. Publisher: Arodan, Colombes, France. ASIN B000MWZJHU
- Voronoff, Serge. (1926) The study of old age and my method of rejuvenation. Publisher: Gill Pub. Co. ASIN B000873F7A
- Voronoff, Serge. (1928) How to restore youth and live longer. Publisher: Falstaff Press. ASIN B000881RLU
- Voronoff, Serge. (1928) The conquest of life. Publisher: Brentano’s. ASIN B000862P0E
- Voronoff, Serge. (1930) Testicular grafting from ape to man: Operative technique, physiological manifestations, histological evolutions, statistics. Publisher: Brentano’s. ASIN B00088JAL4
- Voronoff, Serge. (1933) Les sources de la vie. Publisher: Fasquelle editeur. ASIN B000K5XTTO
- Voronoff, Serge. (1933) The Conquest of Life. Publisher: Brentano’s. ASIN B000862P0E
- Voronoff, Serge. (1937) Love and thought in animals and men. Publisher: Methuen. ASIN B000HH293C
- Voronoff, Serge. (1941) From Cretin to Genius. Publisher: Alliance. ASIN B000FX4UP8
- Voronoff, Serge. (1943) The Sources of Life. Publisher: Boston, Bruce Humphries. ASIN B000NV3MZ6